# Chœurs et solistes de Lyon-Bernard Tétu
Les Chœurs et solistes de Lyon-Bernard Tétu, est un ensemble musical français créé en 1980. À géométrie variable (il va de l’ensemble de solistes au chœur symphonique), il a été centré sur la personnalité de son directeur musical Bernard Tétu (qui en a quitté la direction en 2017).
L'ensemble est l'un des huit membres fondateurs de la FEVIS, créé en 1999.

## L'ensemble
Son répertoire s’étend de la musique ancienne à la musique contemporaine. Attaché à la création, il a une prédilection pour l’interprétation des œuvres rares du patrimoine musical français des XIXe et XXe siècles et la musique romantique allemande. Les programmes variés jettent des passerelles entre les musiques, entre le concert et le spectacle, associant parfois danseurs ou comédiens aux musiciens. 
Installés à Lyon depuis 1980, les Chœurs de Lyon-Bernard Tétu y présentent chaque année une saison de concerts. Ils rayonnent aussi dans les grands festivals français de musique et à l’étranger (Allemagne, Angleterre, Canada…). Partenaire vocal privilégié de l'Orchestre national de Lyon, leur parcours est jalonné de rencontres musicales avec des solistes de renom, des chefs et des orchestres prestigieux… ainsi que 29 disques qui ont reçu d’importantes récompenses (Diapason d’or, Orphée d’or…) et où figurent plusieurs premiers enregistrements mondiaux (Marc'Antonio Ingegneri, Gabriel Fauré, André Caplet, Felix Mendelssohn…).
Bernard Tétu et son ensemble ont été les premiers lauréats du prix Bettencourt-Schuller de l’Académie des beaux-arts à l’Institut de France.

## Bernard Tétu
Bernard Tétu, né en 1944, est chef de chœur et chef d’orchestre. Il dirige régulièrement de nombreux orchestres symphoniques et des ensembles de musique contemporaine ou de musique ancienne : l’Orchestre de Bordeaux, l’Orchestre national de Lyon, les orchestres d’Auvergne, de Bretagne et de Provence-Côte d’Azur, la Grande Écurie et la Chambre du Roy, l’Orchestre de l’Opéra de Nancy, la Philharmonie de Lorraine… Il a également dirigé des orchestres à l'étranger.
Il fonde en 1979 les Chœurs de l’Orchestre national de Lyon et dirige l’ensemble vocal professionnel les Solistes de Lyon. Il a aussi dirigé plusieurs chœurs français importants (Chœur de Radio France, Groupe vocal de France…). 
Il a enregistré plus de trente-cinq disques et a réalisé en particulier les premiers enregistrements mondiaux de La Naissance de Vénus de Gabriel Fauré, d’Athalie de Felix Mendelssohn.
Bernard Tétu a fait connaître de nombreuses œuvres inédites de musique ancienne et de musique contemporaine. Après les premières auditions du King Arthur de Purcell ou du Livre Vermeil de Montserrat, on lui doit la restitution et les premiers enregistrements d’œuvres de Marc-Antoine Charpentier et de Marc'Antonio Ingegneri, ainsi que la création d’œuvres d’Antoine Duhamel, Gilbert Amy, Maurizio Kagel, Maurice Ohana, Jean Françaix, Philippe Hersant…
Il participe régulièrement  à des jurys de concours internationaux. Il a créé au Conservatoire national supérieur de musique et de danse de Lyon la première classe en France destinée à la formation de chefs de chœurs professionnels : une soixantaine de chefs de chœur sortis de sa classe sont actuellement en poste en France ou à l’étranger.
Bernard Tétu est commandeur des Arts et Lettres, membre de l’Académie des sciences, belles-lettres et arts de Lyon. Il a également reçu le prix Jacques-Cartier.

## Discographie
- César Franck : Intégrale des œuvres vocales pour voix et orgue vol. 1 & vol. 2, Diego Innocenzi (orgue), Bernard Tétu (dir.), Aeolus / Abeille Musique, 2007 - Orphée d’or de l’Académie du disque lyrique
- Gustav Mahler : Symphonie no 3 en ré, Orchestre national de Lyon, Jün Markl (dir.), Altus Music, 2007
- J. M. Machado : Leve Leve muito leve, Andy Sheppard, Riccardo del Fra, Pascal Comtet, Eric Villevière (dir.), éditions Hortus, 2003
- Antoine Duhamel : Ceux d’en face, Mark Foster (dir.), 1999
- Pascal Dusapin : La Melancholia, Orchestre national de Lyon, David Robertson (dir.), Auvidis Montaigne, 1997 - Victoire de la musique 1998
- Claude Debussy : La Damoiselle élue, Mélodies, Philippe Cassard (piano), Bernard Tétu (dir.), Musidisc Adès, 1995

ffff Télérama
- André Caplet :
  - Messe, Prières et Mélodies, Bernard Tétu (dir.), Musidisc Accord / Universal, 1994

Orphée d’or de l’Académie du disque lyrique - Palmarès des Palmarès de la Nouvelle Académie du disque
- - Le Miroir de Jésus, Quatuor Ravel, Bernard Tétu (dir.), Musidisc Accord / Universal, 1992 - Orphée d’or de l’Académie du disque lyrique - 10 de Répertoire - Sélection FIP
- Felix Mendelssohn : Athalie opus 74, Philharmonie de Lorraine, Bernard Tétu (dir.), KOCH SCHWANN – 1994
- Jules Massenet :
  - Grisélidis, Orchestre de Budapest, Patrick Fournillier (dir.), Koch Schwann, 1994
  - La Vierge, Orchestre de Prague, Patrick Fournillier (dir.), Koch Schwann, 1991
- Johannes Brahms : Zigeunerlieder, Liebesliederwalzer, Georges Pludermacher, Henri Barda (piano), Bernard Tétu (dir.), Lyrinx, 1992
- Béla Bartók :
  - Chants slovaques, Scènes de village, Gabriella Torma (piano), Bernard Tétu (dir.), Résonance contemporaine, 1991
  - Le Mandarin merveilleux, Orchestre national de Lyon, David Robertson (dir.), Harmonia Mundi, 2002
- Gabriel Fauré :
  - Requiem, Cantique de Jean Racine, Orchestre national de Lyon, Emmanuel Krivine (dir.), Denon, 1989
  - La Naissance de Vénus, Cantique de Jean Racine (version originale pour quintette à cordes et orgue, 1ers enregistrements mondiaux), Jean-Claude Pennetier (piano), Bernard Tétu (dir.), EMI / Universal, 1998
- Lipmann : L'Hymne officiel du Bicentenaire, Laurent Petitgirard (dir.), Erato, 1989
- Hector Berlioz : La Mort d’Ophélie, Noël Lee (piano), Bernard Tétu (dir.), Harmonia Mundi, 1988
- Maurizio Kagel : Vox Humana ?, ensemble 2E2M, Paul Méfano (dir.), Musidisc Accord / Universal, 1988 - ffff Télérama
- Marc'Antonio Ingegneri : Répons de la Semaine Sainte (1er enregistrement mondial), Bernard Tétu (dir.), Auvidis, 1987
- Ludwig van Beethoven : Le Christ au Mont des Oliviers, Orchestre national de Lyon, Serge Baudo (dir.), Harmonia Mundi, 1986
- Gilles Tremblay : Vêpres de la Vierge, éditions Salabert, 1986 - Grand Prix de Musique contemporaine du Canada
- Francis Poulenc : Stabat Mater, Litanies à la Vierge Noire, Orchestre national de Lyon, Serge Baudo (dir.), Harmonia Mundi, 1985 - Diapason d’or
- Franz Schubert, Johannes Brahms, Robert Schumann : Pièces vocales romantiques allemands, Noël Lee (piano), Bernard Tétu (dir.), Adès, 1984
- Jean-Sébastien Bach : Les Grandes Heures du Saint Nom de Jésus, Bernard Tétu (dir.), Christophe Muin éditions, 1984
- Marcel Landowski : Chant de paix, Cantate no 1 « Jésus là es-tu ? », Bernard Tétu (dir.), Auvidis, 1985
- Joseph Kosma : Les Canuts, Orchestre national de Lyon, Serge Baudo (dir.), Adès, 1982